# Peter Sarstedt
Peter Eardley Sarstedt,  född 10 december 1941 i Delhi i Indien, död 8 januari 2017 i Sussex i England, var en brittisk sångare. Han var bror till sångarna Eden Kane och Robin Sarstedt.
Sarstedt var känd för sin listetta "Where Do You Go To (My Lovely)?" från 1969, vilken handlar om en i fattigdom född kvinna, som lever ett internationellt jetset-liv. Låten vann Ivor Novello Awards 1969 (tillsammans med David Bowies "Space Oddity").

## Diskografi
Album
- 1969 – Peter Sarstedt
- 1969 – As Though It Were a Movie
- 1971 – Every Word You Say Is Written Down
- 1971 – Another Day Passes By
- 1973 – Worlds Apart Together (krediterad till the Sarstedt Brothers)
- 1975 – Tall Tree
- 1978 – Ps...
- 1982 – Update
- 1986 – Colors: Asia Minor (Peter och Clive Sarstedt)
- 1987 – Never Say Goodbye
- 1997 – England's Lane
- 2006 – On Song
- 2008 – The Lost Album
- 2013 – Restless Heart

Hitsinglar
- 1969 – "Where Do You Go To (My Lovely)?" (UK #1, US #70)
- 1969 – "Frozen Orange Juice" (UK #10, US #116)